# كريستيان دور
كريستيان دور (بالألمانية: Christian Dürr)‏ هو سياسي ألماني، ولد في 18 أبريل 1977 في ألمانيا. حزبياً، نشط في الحزب الديمقراطي الحر.

## مناصب
- في الانتخابات الفيدرالية الألمانية 2017، انتخب عضو في البوندستاغ الألماني عن دائرة Delmenhorst – Wesermarsch – Oldenburg-Land [الإنجليزية]‏ وقد انضم خلال فترته النيابية (24 أكتوبر 2017 – )  للكتلة البرلمانية جماعة الديمقراطيين الأحرار  [لغات أخرى]‏.
- انتخب رئيس كتلة برلمانية [الإنجليزية]‏ (2009 – ).
- انتخب Sprecher [الإنجليزية]‏ (2013 – ).
- انتخب عضو مجلس الشورى الموحد من ولاية سكسونيا السفلى.